# Barchfeld
Barchfeld est un quartier de la commune de Barchfeld-Immelborn dans l'Arrondissement de Wartburg en Thuringe. Elle a été réunie à la commune voisine depuis le 31 décembre 2012.

## Géographie
La commune se trouve dans la vallée de la Werra, entre la forêt de Thuringe et la Rhön.

## Histoire
Les premières traces d'habitation de la région datent de l'âge du bronze. Les premières sources écrites de Barchfeld remontent à 933. Barchfeld fait partie des fiefs des seigneurs de Stein-Liebenstein zu Barchfeld, jusqu'en 1387, date à laquelle elle appartient aux comtes de Henneberg. Le Wasserburg, nommé château de Stein, est démoli et reconstruit entre 1571 et 1581.
Barchfeld obtient le droit de marché en 1697.
Barchfeld devient ensuite la résidence des landgraves de Hesse-Philippsthal-Barchfeld, branche issue en 1721 des Hesse-Philippsthal. Ils font construire un petit château baroque.
Plusieurs fabriques s'installent à la fin du XIXe siècle, dont une fabrique de bicyclettes.
La commune a fêté en 2008 le 1075e anniversaire de sa fondation.

## Religion
La région a été christianisée sous Charlemagne à l'époque de saint Boniface. Barchfeld, qui est en relation avec l'abbaye de Fulda, fait construire une église de bois consacrée à la Vierge Marie.
Le majeure partie de la population appartient à la religion évangélique-luthérienne, depuis la Réforme protestante. L'église actuelle est reconstruite en style baroque tardif dans la seconde moitié du XVIIIe siècle. La minorité catholique demeurant à Barchfeld appartient à la paroisse de Bad Liebenstein.
Une communauté juive arrivée à la fin du XVIe siècle fit construire une petite synagogue en 1845, démolie en 1938. Il y avait 57 juifs en 1933, presque tous tués par la suite. Une pierre de mémorial, sculptée en 1988, rappelle l'endroit de la synagogue et une plaque commémorative a été installée en 1995 à l'emplacement de l'ancien cimetière juif.
Une tombe abritant la dépouille d'une travailleuse forcée soviétique a été placée au cimetière, en souvenir des prisonniers du travail forcé de la Seconde Guerre mondiale dans la région.
Aujourd'hui[Quand ?] la paroisse luthérienne est dirigée par une femme-pasteur et regroupe régulièrement plus de la moitié[évasif] des habitants de la commune.

## Culture
- Château de Stein, XVIe siècle
- Château de Barchfeld, attenant au précédent, fin XVIIe-début XVIIIe siècle
- Église paroissiale luthérienne